# Juan Manuel (álbum)
Juan Manuel es el segundo álbum de la banda mexicana Plastilina Mosh, publicado en el año 2000.

## Información del álbum
La portada de álbum estuvo a cargo por Aldo Chaparro. Producido por Chris Allison, el título del álbum retoma el nombre de un amigo de la banda.

## Lista de canciones[2]
1. «Nordic Laser»
2. «Shampoo»
3. «Bassass (Int. stereo)»
4. «Tiki Fiesta»
5. «Arpador»
6. «Boombox Baby»
7. «Baretta 1989»
8. «Graceland»
9. «Super Combo Electronico»
10. «Human disco ball»
11. «Goodbye Happy Farm»

## Posicionamiento en listas
| Publicación   | País   | Premio                          | Año  | Puesto |
| ------------- | ------ | ------------------------------- | ---- | ------ |
| Region Cuatro | México | Los 70 mejores discos de México | 2011 | 38     |